# Oblys de Manguistaou
L'oblys de Manguistaou (kazakh : Маңғыстау облысы) est une région administrative du Kazakhstan.

## Géographie
L'oblys de Manguistaou est riverain de la mer Caspienne sur toute sa bordure occidentale.
Au nord, la province est limitrophe de l'oblys d'Atyrau et au nord-est, elle est contiguë à l'oblys d'Aktioubé.
Cette province est frontalière de deux pays: 
Au sud, elle partage sa frontière avec le Turkménistan tandis qu'à l'est, elle est au contact avec l'Ouzbékistan.
Sa population est estimée à 596 706 habitants en 2013 dont la moitié réside dans la capitale de la province.

## Histoire
L'oblys a été créée le 20 mars 1973 dans le cadre de la République socialiste soviétique kazakhe. Formée de la partie méridionale de l'oblast de Gouriev, elle s'appela d'abord oblast de Chevtchenko, d'après sa capitale, nommée Chevtchenko de 1964 à 1991. En 1988, l'oblast de Chevtchenko fut supprimée, puis fut rétablie en 1990. Après l'indépendance du Kazakhstan, elle prit le nom d'oblys de Manguistaou et sa capitale devint Aqtaw.

## Divisions administrative
L'oblys a pour centre administratif la ville d'Aktaou.
La province est divisée en 5 districts et deux villes Aktaou et Janaozen.

### Districts
| District                | Chef-lieu        |
| ----------------------- | ---------------- |
| District de Beïnéou     | Beïnéou          |
| District de Karakia     | Kuryk            |
| District de Manguistaou | Shetpe           |
| District de Munaily     | Manguistaou      |
| District de Tupkaragan  | Fort Chevtchenko |

### Villes
| Ville    |
| -------- |
| Aqtaw    |
| Janaozen |